# Tuppence Middleton
Tuppence Middleton (Bristol, 21 de fevereiro de 1987) é uma atriz e modelo britânica. Ela fez aparições relevantes em filmes, como The Lady Vanishes (2013), e Jupiter Ascending (2015), e em séries Friday Night Dinner (2011), Sinbad (série) (2012), Spies of Warsaw (2013), Black Mirror (2013), Philip K. Dick's Electric Dreams (2017) e Sense8 (2015).

## Vida pessoal
Em abril de 2022, foi relatado que ela estava grávida de seu primeiro filho.

## Filmografia

### Cinema
| Ano  | Título                    | Papel            |
| ---- | ------------------------- | ---------------- |
| 2008 | Dance Lessons             | Alice            |
| 2009 | Tormented                 | Justine Fielding |
| 2010 | Skeletons                 | Rebecca          |
| 2010 | Chatroom                  | Candy            |
| 2010 | In the Meadow             | Grace            |
| 2010 | Ever Here I Be            | Valerie          |
| 2010 | First Light               | Grace            |
| 2010 | Connect                   | Mulher           |
| 2011 | Subculture                | Lily             |
| 2012 | Cleanskin                 | Kate             |
| 2013 | The Lady Vanishes         | Iris Carr        |
| 2013 | Trance                    | Motorista        |
| 2013 | Trap for Cinderella       | Micky            |
| 2013 | The Love Punch            | Sophie           |
| 2013 | A Long Way Down           | Kathy            |
| 2014 | The Imitation Game        | Helen            |
| 2015 | Jupiter Ascending         | Kalique Abrasax  |
| 2015 | Spooks: The Greater Good  | June             |
| 2019 | Downton Abbey - The Movie | Lucy Smith       |

### Televisão
| Ano  | Título              | Papel           |
| ---- | ------------------- | --------------- |
| 2008 | Bones               | Vera Waterhouse |
| 2010 | New Tricks          | Melanie Higgs   |
| 2011 | Friday Night Dinner | Tanya Green     |
| 2011 | Sirens              | Sarah Fraisor   |
| 2012 | Sinbad              | Tiger           |
| 2013 | Lewis               | Vicki Walmsley  |
| 2013 | Spies of Warsaw     | Gabrielle       |
| 2013 | Black Mirror        | Jem             |
| 2015 | Sense8              | Riley Blue      |